# Pietro Loredano
Pietro Loredano lub Loredan (ur. ok. 1482 w Wenecji, zm. 3 maja 1570) – doża Wenecji od 26 listopada 1567 do 5 maja 1570.